# Naira Gelashvili
Naira Gelashvili (en georgiano ნაირა გელაშვილი; Signagi, 28 de octubre de 1947) es una escritora, filóloga y activista social georgiana.

## Biografía
Naira Gelashvili se graduó en 1970 en la facultad de Lenguas y Literaturas de Europa Occidental de la Universidad Estatal de Tiflis, en la especialidad de lengua y literatura alemana.
En 1994 fundó y desde entonces dirige la ONG cultural y educativa «Casa del Cáucaso», que desempeña un papel importante en la cooperación pacífica de las diferentes culturas y religiones del Cáucaso.

## Obra
Naira Gelashvili comenzó su actividad literaria en 1969 con traducciones de filosofía y poesía alemana, pero su propia carrera literaria se remonta a la década de 1980, cuando se publicaron sus primeros textos en varias revistas georgianas.
La autora alcanzó popularidad entre los lectores por su prosa inconformista, lo que finalmente provocó una reacción negativa de las autoridades soviéticas. Ha escrito novelas, cuentos, ensayos, poesía y prosa infantil, así como canciones infantiles y cuentos musicales.
Su novela Amberos, umbros y árabes (ამბრნი, უმბრნი და არაბნი..., 1983) es una historia de amor escrita con gusto refinado que abarca profundos sentimientos, por lo que atrae a una amplia gama de lectores de distintas generaciones. Hasta hoy sigue siendo una de las novelas más populares y leídas en Georgia.
La autora ha sido galardonada con varios premios literarios, entre ellos el premio SABA a la mejor novela en 2010 (Los dos primeros círculos y todos los demás) y 2013 (Yo soy esta).
Esta última obra se desarrolla en dos períodos de tiempo diferentes: la narración principal comienza casi medio siglo después de una historia de amor, cuando la escritora decide buscar a su primer amante.